# Witold Świerzewski
Witold Świerzewski, ps. "Bartek", "Budrys", "Wolski" (ur. 20 września 1913 w Carskim Siole, zm. 12 marca 1988 w Warszawie) – polski prawnik i polityk, działacz Stronnictwa Narodowego.

## Życiorys
Urodził się 20 września 1913 w Carskim Siole, w Rosji, w rodzinie lekarza.
Jego rodzina podczas rewolucji bolszewickiej przedostała się przez Odessę do Wilna. Tam Świerzewski ukończył Gimnazjum Zygmunta Augusta oraz studia na Wydziale Prawa Uniwersytetu Stefana Batorego. Po studiach rozpoczął aplikację adwokacką oraz wszedł w skład Zarządu Okręgu Stronnictwa Narodowego.
W marcu 1937 roku został zatrzymany przez policję w związku z serią zamachów bombowych w Wilnie.
W lutym 1938 roku został osadzony w Berezie Kartuskiej w związku ze „sprawą Stanisława Cywińskiego”. Na skutek interwencji władz kościelnych został zwolniony po miesiącu pobytu w Berezie.
We wrześniu 1939 nie został zmobilizowany. Po wkroczeniu Armii Czerwonej do Polski przyłączył się do jednego z oddziałów Wojska Polskiego przechodzącego na Litwę i został internowany w Połądze. Następnie zbiegł z obozu i powrócił do Wilna. W konspiracji zajął się tworzeniem Narodowej Organizacji Wojskowej, współpracował ze „Słowem Narodowym” oraz „Narodowcem”. Świerzewski uczestniczył w procesie scalania NOW z AK, co nie zostało zgrane z władzami centralnymi SN. W działającej w Wilnie konspiracyjnej Radzie Wojewódzkiej, która była zalążkiem Okręgowej Delegaturze Rządu (ODR), Świerzewski był organizatorem i kierownikiem Wydziału Bezpieczeństwa, a potem kierownikiem Służby Ochrony Powstania AK. Był także zastępcą kierownika Wydziału Informacji i Prasy ODR. 23 października 1943 roku został aresztowany przez Gestapo. Z powodu braku dostatecznych dowodów działalności konspiracyjnej oraz zabiegów, udało się Świerzewskiego zakwalifikować do „przestępców kryminalnych”, którzy zostali zwolnieni z więzienia (20 kwietnia 1944) z okazji urodzin Hitlera. Musiał jednak wyjechać z Wilna do Warszawy. Tam kontynuował działalność konspiracyjną jako delegat SN do Rady Politycznej „NIE”.
Jesienią 1945 roku został zastępcą Delegata Rządu Włodzimierza Marszewskiego (ps. "Gorczyca"). Na początku stycznia 1946 roku Świerzewski został skazany na karę śmierci przez Sąd Organizacyjny Komendy Głównej Narodowego Zjednoczenia Wojskowego. Była to tragiczna pomyłka, wynikająca z faktu przypadkowego kontaktu z dawnymi działaczami Młodzieży Wszechpolskiej z Wilna, a obecnymi wysokimi funkcjonariuszami państwowymi PRL - S. Jędrychowskim i J. Putramentem. Świerzewskiego oskarżono o zdradę na podstawie procesu poszlakowego, bez dostatecznego dowodu. Wykonawca wyroku śmierci, kpt. Jan Morawiec (ps. „Remisz”) odmówił wykonania wyroku z powodu braku należytych dowodów winy Świerzewskiego. W rezultacie Świerzewski zaprzestał działalności politycznej. W okresie do 1956 roku ukrywał się przed UB, bojąc się aresztowania. W okresie PRL nie mógł pracować w swoim zawodzie adwokata. 
Aktywnie uczestniczył w pracach samokształceniowych grup narodowych, za co został odznaczony Złotym Krzyżem Zasługi z Mieczami.